# Eugenie Erdösy

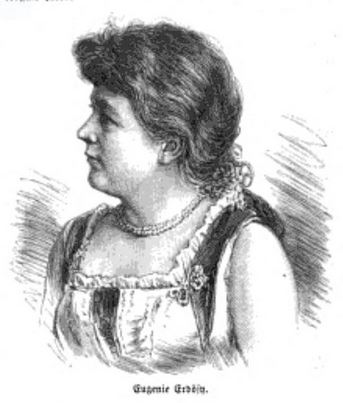
Eugenie Erdösy

Eugenie Erdösy (1860 in Groß-Kanizsa, Königreich Ungarn – 9. September 1886 in Berlin, Deutsches Reich) war eine ungarische Theaterschauspielerin und Opern- und Operettensängerin (Sopran).

## Leben
Erdösy begann unter der Direktion Franz Steiners am Theater an der Wien ihre Laufbahn als Operettensängerin. Man erkannte sofort, dass man es mit einem höchst graziösen liebenswürdigen Talente zu tun habe.
Später trat sie in den Verband des Friedrich Wilhelmstädtischen Theaters und wurde dann Mitglied des Wallner-Theaters in Berlin. Auch dort entzückte sie durch ihre liebreizende Erscheinung, ihre einschmeichelnde, wohlgebildete Stimme und die Liebenswürdigkeit ihres Vortrages.
Sie erstieg rasch den Höhepunkt der Beliebtheit und errang sich infolge glanzvoller Gastspiele und für damalige Verhältnisse hoher Gagen, vermehrt durch den Besitz ererbten Geldes, ein nennenswertes Vermögen.
Verleumdungen aller Art verbitterten ihr das Dasein und als sie überdies in schnödester Weise verraten wurde, gab sie sich am 9. September 1886 selbst, um infame Verleumdung Lügen zu strafen und die Reinheit ihrer Ehre darzutun, den Tod. Es wurde noch versucht sie zu retten, doch sie starb in der Charité.
Grund für ihren Freitod war, dass ihr Verlobter ihre Jungfräulichkeit anzweifelte. Sie verlangte testamentarisch eine Obduktion, bei der ihre Jungfräulichkeit festgestellt werden sollte, was auch geschah.